# Havre de Grace (Maryland)
Havre de Grace es una ciudad ubicada en el condado de Harford, Maryland, Estados Unidos. Según el censo de 2020, tiene una población de 14 807 habitantes.
Su nombre proviene de la ciudad portuaria de El Havre, Francia.
En 2014 fue elegida por la revista Smithsonian entre los 20 mejores pequeños pueblos de los Estados Unidos para visitar.
La villa fue saqueada y quemada por las tropas británicas el 3 de mayo de 1813, durante la guerra anglo-estadounidense de 1812.

## Demografía
Según la Oficina del Censo, en 2000 los ingresos medios por hogar en la localidad eran de $41.218 y los ingresos medios por familia eran de $53.838. Los hombres tenían unos ingresos medios de $37.985 frente a los $27.173 para las mujeres. Los ingresos per cápita eran de $21.176. Alrededor del 10,1% de la población estaba por debajo del umbral de pobreza.
De acuerdo con la estimación 2015-2019 de la Oficina del Censo, los ingresos medios por hogar en la localidad son de $77.690 y los ingresos medios por familia son de $97.308. Los ingresos per cápita en los últimos doce meses, medidos en dólares de 2019, son de $43.572. Alrededor del 10,1% de la población está por debajo del umbral de pobreza.

## Turismo
La ubicación de Havre de Grace en la cabecera de la bahía de Chesapeake y la desembocadura del río Susquehanna lo hace popular para la recreación y el turismo. Hay puertos deportivos y operadores de servicios a lo largo de la línea de costa. La cuenca y el parque de yates de la ciudad patrocinan varios eventos cada año. El paseo marítimo restaurado y el paseo marítimo que recorre la costa desde el faro de Concord Point hasta la dársena de yates es un lugar favorito para que los lugareños y los turistas caminen y disfruten de las vistas de la bahía.
En 1987 el distrito comercial central se agregó al Registro Nacional de Lugares Históricos como Distrito Histórico Havre de Grace. Una variedad de museos ayudan a explicar e interpretar el rico pasado y presente marítimo de la ciudad.

## Hijos ilustres
- Charles Bradley
- David Hasselhoff
- Ultra Naté
- Cal Ripken, Jr.